# The Exit 8
The Exit 8, hay còn được biết đến là Exit 8, là một tựa game phiêu lưu ra mắt năm 2023, được phát triển và phát hành bởi Kotake Create. Được mô tả là một “trình mô phỏng việc đi bộ”, trò chơi xoay quanh việc người chơi đi bộ trong một hành lang tàu điện ngầm ở Nhật Bản và tìm kiếm những điểm dị thường để có thể thoát khỏi nhà ga. Trò chơi lần đầu được phát hành trên Steam vào ngày 29 tháng 11 năm 2023, sau đó được chuyển sang các nền tảng khác như Nintendo Switch vào ngày 17 tháng 4 năm 2024, PlayStation 4 và PlayStation 5 vào ngày 8 tháng 8 năm 2024, Xbox Series X/S vào ngày 9 tháng 1 năm 2025 và trên Android cùng iOS vào tháng 3 năm 2025 - dưới quyền phát hành của nhà xuất bản Playism. Phiên bản thực tế ảo với tên gọi The Exit 8 VR, được đồng phát triển và phát hành bởi MyDearest Inc., đã ra mắt trên Meta Quest 2 Pro và 3 vào ngày 11 tháng 7 năm 2024 và sau đó cũng được phát hành trên Steam.
The Exit 8 được phát triển trong vòng chín tháng, với mục tiêu ban đầu là hoàn thành trong thời gian ngắn và với kinh phí thấp. Trò chơi lấy cảm hứng từ bầu không khí “siêu thực” của những hành lang ngầm dưới lòng đất, lấy cảm hứng từ loạt trò chơi kinh dị I'm on Observation Duty cho cơ chế "phát hiện dị thường" trong game. Bối cảnh trong The Exit 8 được mô phỏng dựa trên nhiều nhà ga tàu điện ngầm tại Nhật Bản, bao gồm cả ga Kiyosumi-shirakawa nằm ở quận Koto, Tokyo.
The Exit 8 nhận được nhiều đánh giá tích cực từ giới phê bình, với lời khen dành cho yếu tố kinh dị tâm lý và môi trường chân thực. Tuy nhiên, bên cạnh đó, có một số ý kiến cho rằng trò chơi khá ngắn và thiếu đi yếu tố mới mẻ khi chơi lại nhiều lần. Trò chơi cũng đã được đề cử cho nhiều giải thưởng và giành được không ít giải do ngành công nghiệp game Nhật Bản trao tặng. Đến nay, trò chơi đã vượt mốc 1,5 triệu lượt tải về. Sau khi trò chơi ra mắt, hàng loạt tựa game lấy cảm hứng mạnh mẽ từ Exit 8 cũng lần lượt xuất hiện và được cộng đồng đặt biệt danh là “Exit 8-like”. Phần tiếp theo của trò chơi, mang tên Platform 8, đã được phát hành vào ngày 31 tháng 5 năm 2024. Ngoài ra, một bộ phim chuyển thể live-action từ trò chơi cũng dự kiến sẽ được ra mắt vào ngày 29 tháng 8 năm 2025.

## Cách chơi
The Exit 8 là một trò chơi mô phỏng đi bộ góc nhìn thứ nhất trong không gian ba chiều (3D), kết hợp yếu tố giải đố và kinh dị tâm lý. Lấy cảm hứng từ khái niệm liminal space (không gian chuyển tiếp) như trong Backrooms, và bối cảnh diễn ra trong một hành lang thuộc hệ thống tàu điện ngầm Nhật Bản. Mỗi khi người chơi bước ra khỏi hành lang, khung cảnh lại lặp lại gần như vô tận - thậm chí người qua đường cũng bị mắc kẹt trong vòng lặp này. Lối chơi cốt lõi của The Exit 8 tương tự các trò chơi "tìm điểm khác biệt" khác, nơi người chơi phải tinh mắt phát hiện những dị thường trong toàn bộ hành lang mà mình đi qua. Nếu không có dị thường, người chơi phải đi tiếp về trước. Ngược lại, nếu phá hiện có bất cứ dị thường nào, họ cần quay đầu lại và đi ngược lại về phía sau. Người chơi phải đưa ra tám phán đoán chính xác liên tiếp để tìm đến được lối ra cuối cùng của nhà ga. Nếu đoán sai, tức là đi tiếp khi có dị thường, hoặc quay lại khi không có, tiến trình chơi sẽ bị đặt lại từ đầu, và người chơi phải bắt đầu lại ở Cửa ra số 0 (Exit 0).
Các dị thường trong The Exit 8 có thể rất tinh vi, từ những chi tiết nhỏ như dòng chữ trên biển báo bị thay đổi, poster lặp lại bất thường, tỉ lệ kỳ lạ của người qua đường cho đến việc hành lang mất điện. Một số dị thường nguy hiểm hơn có thể khiến tiến trình của người chơi bị đặt lại nếu không kịp quay đầu, ví dụ như dòng nước đỏ tràn ngập hành lang hoặc một người đàn ông ngụy trang thành gạch tường sẽ đuổi theo nếu đến quá gần. Ngoài ra, một số dị thường đặc biệt chỉ xuất hiện trong phiên bản thực tế ảo (VR) của trò chơi.

## Phát triển và phát hành

### Phát triển
The Exit 8 được phát triển bởi nhà phát triển trò chơi độc lập người Nhật có tên Kotake Create, còn được biết đến với biệt danh Kotakenotokeke. Trò chơi được xây dựng bằng công cụ Unreal Engine 5. Ý tưởng cho The Exit 8 ra đời khi Kotake muốn tạo nên một trò chơi đơn giản, sau nhiều năm phát triển các dự án khác nhưng không thể phát hành, đồng thời, anh cũng có niềm yêu thích đặc biệt với không gian hành lang ngầm dưới lòng đất và mong muốn được xây dựng một trò chơi xoay quanh bối cảnh này. Trong một cuộc phỏng vấn với trang web Nhật Bản Game Makers, Kotake tuyên bố rằng trò chơi mất hơn chín tháng để phát triển, gồm sáu tháng cho khâu lên ý tưởng và thử nghiệm, ba tháng dành cho giai đoạn hoàn thiện. Trong thời gian thử nghiệm, Kotake tham gia chương trình ươm tạo dành cho nhà phát triển độc lập mang tên iGi (indie Game incubator). Tại đây, anh đã mời các nhà phát triển khác chơi thử bản prototype của game trong một sự kiện trình diễn do chương trình tổ chức. Kotake chia sẻ rằng anh đặc biệt yêu thích bầu không khí siêu thực và cảm giác ngột ngạt trong các không gian kín như hành lang tàu điện ngầm, và điều ấy đã truyền cảm hứng cho việc anh xây dựng cơ chế vòng lặp trong game. Ban đầu, The Exit 8 còn dự kiến cho phép người chơi lên tàu điện, nhưng vì giới hạn về kỹ thuật và thời gian phát triển, phần này bị lược bỏ, chỉ giữ lại đoạn hành lang. Tuy nhiên, những ý tưởng liên quan đến tàu điện sau đó đã được tái sử dụng làm bối cảnh cho phần tiếp theo của trò chơi.
Một ảnh hưởng khác đến cơ chế vòng lặp trong quá trình phát triển The Exit 8 đến từ tựa game phiêu lưu Twelve Minutes (2021), trong đó toàn bộ sự kiện trong game sẽ lặp lại sau mỗi 12 phút. Nguồn cảm hứng lớn nhất của The Exit 8 là I'm on Observation Duty - một trò chơi kinh dị sử dụng hệ thống camera an ninh, nơi người chơi phải phát hiện các dị thường trong từng khung hình. Trò chơi này giúp Kotake nhận ra rằng cơ chế “tìm điểm khác biệt” có thể kết hợp rất tốt với không khí rùng rợn và cảm giác căng thẳng đặc trưng của thể loại kinh dị. Bên cạnh đó, việc quan sát cảnh quay từ camera an ninh - vốn lặp đi lặp lại một cách nhàm chán như một đoạn video quay vòng cũng trở thành chất liệu hình ảnh truyền cảm hứng cho cơ chế lặp không gian trong game. Khi được hỏi về việc phát triển game theo hướng đơn giản, Kotake chia sẻ rằng điều đó có lẽ xuất phát từ những tích lũy cảm xúc và kinh nghiệm cá nhân sau 7–8 năm làm nhà phát triển độc lập. Anh cũng nhắc đến một trong những tựa game yêu thích của mình là Inside, và cho biết anh rất ấn tượng với cách trò chơi này vận hành mượt mà mà không cần bất kỳ phần hướng dẫn nào.
Khi thiết kế các dị thường trong game, Kotake Create chia sẻ rằng anh muốn giữ các yếu tố này ở mức “rợn rợn vừa đủ” và tạo cảm giác “bất an mơ hồ”, chứ không đi theo hướng kinh dị quá nặng. Nguồn cảm hứng cho những dị thường này đến từ các tác phẩm như P.T. và The Shining - những ví dụ điển hình cho sự rối loạn tâm lý và không khí u ám đầy ám ảnh. Trong giai đoạn phát triển ban đầu, đã có một số ý tưởng được thử nghiệm như việc cho người chơi dùng máy ảnh để chụp lại các dị thường, hoặc thậm chí sử dụng súng để đối đầu với chúng. Tuy nhiên, Kotake cảm thấy những cơ chế này không phù hợp với bối cảnh và tinh thần của trò chơi. Bên cạnh đó, vì muốn giữ quy mô phát triển nhỏ gọn và tiết kiệm chi phí, Kotake quyết định đơn giản hóa cơ chế xử lý dị thường bằng cách để người chơi chỉ cần tiến về phía trước nếu mọi thứ bình thường, hoặc quay lại nếu có điều gì đó sai trái - một lựa chọn tinh tế, phù hợp với không khí siêu thực của trò chơi mà vẫn hiệu quả về mặt thiết kế.
Trong các buổi phỏng vấn với BuzzFeed Japan và Game Makers, Kotake Create cũng đã tiết lộ rằng hành lang trong The Exit 8 được mô phỏng dựa trên một địa điểm có thật. Tuy nhiên, anh từ chối nêu tên nhà ga cụ thể để tránh gây phiền hà cho nơi này. Kotake cũng chia sẻ thêm rằng một tác phẩm nghệ thuật trưng bày tại ga Kiyosumi-shirakawa đã trực tiếp truyền cảm hứng cho một trong những dị thường xuất hiện trong game. Tác phẩm nghệ thuật đó là những dải đèn trần bố trí chéo, được lắp đặt ngẫu nhiên dọc theo trần hành lang. Theo mô tả chính thức, thiết kế này nhằm tái hiện hình ảnh “sự nhộn nhịp của cuộc sống trên mặt đất”, một chi tiết mang tính biểu tượng mà Kotake đã khéo léo chuyển hóa thành yếu tố bất thường đầy ám ảnh trong trò chơi. 

### Phát hành
The Exit 8 được công bố lần đầu vào ngày 3 tháng 11 năm 2023, thông qua một đoạn trailer đăng trên tài khoản Twitter của nhà phát triển. Ngay từ đầu, trò chơi đã được lên kế hoạch phát hành trong tháng đó, với hỗ trợ cả tiếng Nhật và tiếng Anh. Trò chơi cũng chính thức ra mắt toàn cầu trên Steam vào ngày 29 tháng 11 năm 2023. Và chỉ vài ngày sau, Kotake Create đã tung ra một bản vá để khắc phục một lỗi cho phép người chơi "glitch" đến đoạn cuối trò chơi chỉ trong chưa đầy một phút. Đến ngày 17 tháng 4 năm 2024, trong buổi phát sóng chương trình Nintendo Indie World tại Nhật Bản, The Exit 8 bất ngờ được phát hành ngay trong ngày cho hệ máy Nintendo Switch, do nhà xuất bản  Playism đảm nhiệm việc phát hành. Không lâu sau đó, Playism tiếp tục đưa trò chơi lên nền tảng PlayStation 4 và PlayStation 5 với thời gian phát hành chính thức vào ngày 8 tháng 8 năm 2024. Cũng trong tháng 8, một phiên bản đĩa vật lý đặc biệt bao gồm cả The Exit 8 và phần tiếp theo Platform 8 được công bố, dự kiến phát hành vào 28 tháng 11 năm 2024. Đến tháng 1 năm 2025, Playism tiếp tục mở rộng phạm vi phát hành với phiên bản dành cho Xbox Series X/S .   Cuối cùng, vào ngày 28 tháng 3 năm 2025, Playism thông báo ra mắt The Exit 8 trên nền tảng di động dành cho thiết bị Android và iOS, với bản iOS được phát hành ngay trong ngày và bản Android lên kệ sau đó vào ngày 31 tháng 3.

Logo của The Exit 8 VR

Vào đầu tháng 6 năm 2024, hãng phát triển và phát hành thực tế ảo MyDearest Inc. (Nhật Bản) đã công bố phiên bản VR của The Exit 8, với tên gọi The Exit 8 VR, dành cho dòng kính thực tế ảo Meta Quest. Ngay sau thông báo, một bản demo của trò chơi đã được trưng bày tại khu phức hợp mua sắm Miyashita Park, trong khuôn khổ sự kiện trình diễn thực tế ảo và thực tế hỗn hợp mang tên “Yojohan Miyashita Park by Meta Quest 3”, diễn ra từ ngày 7 tháng 6 đến 7 tháng 7 năm 2024. The Exit 8 VR chính thức phát hành vào ngày 11 tháng 7 năm 2024 cho các thiết bị Meta Quest 2, Quest Pro và Quest 3. Nhân dịp ra mắt, một không gian ảo lấy cảm hứng từ trò chơi cũng được đưa vào nền tảng thế giới ảo VRChat, cho phép người dùng trải nghiệm không khí kỳ bí của hành lang tàu điện ngầm trong môi trường tương tác đa người chơi. Đến tháng 9 năm 2024, MyDearest tiếp tục phát hành phiên bản VR này trên Steam, với hỗ trợ cho SteamVR, mở rộng thêm cơ hội trải nghiệm cho người dùng PC.

### Phần tiếp theo
Sau thành công vang dội của The Exit 8, Kotake Create quyết định rời bỏ công việc cũ với vai trò họa sĩ 3D tại một studio game (không tiết lộ tên) để trở thành nhà phát triển tự do. Trong buổi phỏng vấn với trang Game*Spark sau khi The Exit 8 ra mắt, Kotake từng đề cập đến khả năng phát triển phần tiếp theo, cho biết rằng thay vì cập nhật thêm các dị thường mới cho bản gốc, anh muốn tạo ra một trò chơi hoàn toàn mới. Ở buổi phỏng vấn sau đó với Game Makers, Kotake chia sẻ thêm về ý tưởng tích hợp quảng cáo thật trong game, thay vì những tấm quảng cáo hư cấu như trong Exit 8, như một cách để giảm áp lực vào chi phí vận hành. Ý tưởng này nhanh chóng được hiện thực hóa vào cuối tháng 2 năm 2024, khi Kotake đăng thông báo trên Twitter, chính thức mở cổng nhận quảng cáo khách mời từ cộng đồng để đưa vào phần tiếp theo của game. Sang tháng kế tiếp, Kotake chính thức khởi chạy trang Steam cho tựa game tiếp theo mang tên Platform 8, với khung thời gian phát hành dự kiến vào cuối tháng 4 hoặc đầu tháng 5. Khác với The Exit 8, Platform 8 lấy bối cảnh trên một chuyến tàu bất tận, nơi người chơi phải phát hiện các dị thường để tìm cách thoát ra. Trò chới sau đó chính thức ra mắt toàn cầu trên Steam vào ngày 31 tháng 5 năm 2024. Vào tháng 8 cùng năm, phiên bản dành cho Nintendo Switch cũng được công bố, dự kiến phát hành vào ngày 28 tháng 11 năm 2024.
Sau khi Platform 8 ra mắt, Kotake Create cho biết rằng anh không có ý định thực hiện thêm phần tiếp theo nào nữa trong loạt game này. Kotake chia sẻ rằng bản thân đã cảm thấy hài lòng với những gì hai trò chơi đã thể hiện và muốn chuyển hướng sang hoàn thiện Strange Shadows - một tựa game phiêu lưu kinh dị mà Kotake từng tạm ngừng phát triển để tập trung làm The Exit 8, hiện được lên kế hoạch phát hành vào năm 2025. 

## Sự đón nhận

### Sự đón nhận từ giới chuyên môn

#### Phiên bản gốc
Theo trang tổng hợp đánh giá OpenCritic, The Exit 8 đạt điểm trung bình 72/100 dựa trên 7 bài đánh giá, trong đó 57% các nhà phê bình khuyến nghị nên chơi trò chơi này.
Nhiều nhà phê bình đã đánh giá cao The Exit 8 nhờ cách trò chơi khai thác yếu tố kinh dị tâm lý, không chỉ qua bối cảnh mà còn qua cảm giác mà nó tác động đến người chơi. Meriel Green từ Gamezebo nhận xét rằng trò chơi “một cách tự nhiên chạm đến những nỗi sợ rất đời thường”, như cảm giác bị lạc trong hệ thống tàu điện ngầm. Cô mô tả hành lang trong game mang đến một “bầu không khí bất an sâu sắc”, và khẳng định môi trường được tái hiện chân thực đến mức có thể khiến người chơi nhầm lẫn với cảnh quay thật - điều càng khiến cảm giác bất an trở nên rõ nét hơn. Jordan Helm từ Hardcore Gamer thì nhấn mạnh cách trò chơi kích thích sự khó chịu và nghi ngờ trong từng quyết định của người chơi. Anh gọi đây là “bước tiến lớn nhất” của trò chơi, khi The Exit 8 khiến những lựa chọn nhị phân tưởng chừng đơn giản trở nên căng thẳng, bởi chỉ một quyết định sai cũng sẽ đặt lại toàn bộ tiến trình, dẫn đến cảm giác hoang mang và mất niềm tin vào trực giác của chính người chơi.
Trái ngược với những lời khen về sự rùng rợn, Jenni Lada từ Siliconera lại kể rằng The Exit 8 mang đến cho cô một cảm giác thoải mái và an toàn một cách lạ kỳ. Hành lang trong game khiến cô cảm thấy như đang thực sự bước đi trong một không gian yên bình và quen thuộc. Chính vì quá yên tâm, cô đã vô tình mất cảnh giác và mắc lỗi trong lúc chơi. Tuy nhiên, Jenni cho rằng chính cảm giác thư giãn này lại giúp trò chơi có tính chơi lại cao, vì việc “tản bộ và tìm ra những điểm bất thường” lại trở nên nhẹ nhàng, thú vị như một trải nghiệm thiền định. Trong khi đó, Ed Thorn từ Rock Paper Shotgun lại đánh giá cao cách trò chơi khéo léo lồng ghép yếu tố hài hước đặc trưng của văn hóa Nhật Bản, giống như trong các chương trình truyền hình hoặc gameshow. Anh nhận xét rằng nhiều dị thường trong game ngả sang phong cách kỳ quái và giả tưởng, mang đậm chất “quái lạ” của Nhật. Thậm chí, Ed còn đùa rằng The Exit 8 “hoàn toàn có thể là một phần của vũ trụ Yakuza”.
Một điểm trừ được nhiều nhà phê bình nhắc đến là thời lượng quá ngắn của The Exit 8. Trong bài đánh giá của mình, Jenni Lada nhận xét rằng nếu người chơi khéo léo và may mắn, họ có thể hoàn thành trò chơi chỉ trong khoảng 15 đến 30 phút. Cô cũng lưu ý rằng “sau khi đã chơi vài lần, bạn sẽ trải nghiệm gần như mọi thứ và không còn nhiều lý do để quay lại”. Jordan Helm thì bày tỏ hy vọng rằng The Exit 8 sẽ trở thành nền tảng cho một dự án tham vọng và táo bạo hơn của Kotake Create trong tương lai. Tuy nhiên, anh cũng đánh giá cao thành quả hiện tại, cho rằng Kotake đã tạo nên một trải nghiệm 15 phút nhưng có chiều sâu và thiết kế cuốn hút hơn nhiều so với những trò chơi dài hơn nhưng thiếu điểm nhấn.

#### Phiên bản VR
Tương tự như phiên bản gốc, The Exit 8 VR cũng nhận được nhiều đánh giá tích cực từ giới phê bình, đặc biệt là về cách công nghệ thực tế ảo giúp nâng cao trải nghiệm chơi và tăng chiều sâu không gian trong game. Trong bài đánh giá cho UploadVR, Alicia Haddick nhận định rằng phiên bản VR đã làm nổi bật cảm giác bất an bao trùm toàn bộ trải nghiệm, và gọi đây là một “sự kết hợp tự nhiên” với kính thực tế ảo Quest. Dựa trên ký ức cá nhân khi từng đến ga Nogizaka ở Tokyo, Haddick chia sẻ rằng việc quay lại một nơi quen thuộc nhưng lại có điều gì đó "lệch nhịp và khó hiểu", giống như không gian trong game trở nên căng thẳng hơn hẳn khi được trải nghiệm qua môi trường VR, nhờ vào cảm giác nhập vai và bao trùm mà thiết bị mang lại.
Jenni Lada từ Siliconera nhận xét rằng chính sự đơn giản trong thiết kế và cách triển khai của The Exit 8 lại phát huy hiệu quả mạnh mẽ hơn trong môi trường VR. Theo cô, việc sử dụng kính thực tế ảo giúp nâng cao trải nghiệm âm thanh, khiến người chơi dễ dàng nhận ra các tín hiệu âm thanh quan trọng hơn. VR cũng hỗ trợ đáng kể trong việc truy tìm dị thường, khi một số dị thường trở nên gây rợn và thú vị hơn nhờ khả năng quan sát ở khoảng cách gần, và cô khẳng định rằng “trải nghiệm VR chân thực đến mức không thể có được trên Nintendo Switch”. Chung quan điểm với Lada, Shaun Cichacki từ The Escapist khen ngợi phần hình ảnh của game là “tuyệt vời”, sống động đến mức khiến trải nghiệm trở nên chân thật, giống như đang thực sự khám phá một nơi trong đời thật hơn là chỉ đang chơi một trò chơi điện tử thông thường. Anh cũng đánh giá cao thiết kế âm thanh, đặc biệt là “tiếng vo ve đơn điệu của dòng điện” đã phá vỡ bầu không khí vốn “vô trùng và yên tĩnh”, khiến từng bước chân và tiếng động nhỏ trở nên có trọng lượng, giúp người chơi dễ nhận biết các dị thường khi xuất hiện. Hisui Mizuki từ Real Sound thì nhận định rằng dù chất lượng hình ảnh tương đương với phiên bản gốc, bầu không khí trong bản VR lại khiến người chơi cảm thấy như đang thực sự sống trong không gian ấy. Âm thanh phát ra từ hệ thống đèn và tiếng bước chân khi được tái hiện bằng âm thanh 3D khiến cảm giác cô đơn và trống trải tăng lên rõ rệt. Hisui cũng chia sẻ thêm rằng góc nhìn hẹp hơn khi dùng kính VR khiến việc phát hiện dị thường trở nên khó hơn và đáng sợ hơn, điều này vô tình khiến trải nghiệm chơi hấp dẫn và hồi hộp hơn so với phiên bản thông thường.

### Bán hàng
Ngay sau khi phát hành, The Exit 8 đã đạt được thành công đáng kể về mặt thương mại. Trò chơi bán được 30.000 bản chỉ trong ngày đầu tiên ra mắt. Tính đến ngày 17 tháng 4 năm 2024, Kotake Create thông báo rằng phiên bản phát hành trên Steam đã cán mốc 500.000 bản. Chỉ hai ngày sau khi xuất hiện trên Nintendo Switch, The Exit 8 đã trở thành tựa game được tải nhiều nhất trong tuần tại Nhật Bản, vượt qua những cái tên nổi bật như Bunny Garden và Suika Game. Trong một thông cáo báo chí phát hành vào tháng 8 năm 2024, nhà phát triển xác nhận trò chơi đã vượt mốc 1 triệu lượt tải, đồng thời cho biết phiên bản Switch chính là yếu tố quan trọng góp phần đẩy mạnh doanh số đạt được cột mốc này. Cũng trong năm 2024, The Exit 8 trở thành trò chơi được tải nhiều thứ hai trên Nintendo Switch eShop tại Nhật Bản, chỉ xếp sau Suika Game. Đến tháng 1 năm 2025, nhà phát hành Playism thông báo rằng tổng số lượt tải trên tất cả nền tảng đã vượt 1,4 triệu. Và đến tháng 3 năm 2025, con số này tiếp tục tăng lên, đạt hơn 1,5 triệu lượt tải trên toàn cầu.

### Giải thưởng
| Năm  | Giải thưởng                               | Hạng mục                                    | Đơn vị tổ chức                                       | Kết quả   | Nguồn         |
| ---- | ----------------------------------------- | ------------------------------------------- | ---------------------------------------------------- | --------- | ------------- |
| 2024 | Japan Game Awards                         | Giải thưởng đột phá                         | Bộ Kinh tế, Thương mại và Công nghiệp                | Đoạt giải | [ 55 ]        |
| 2024 | CEDEC Awards                              | Giải thưởng xuất sắc về Thiết kế trò chơi   | Computer Entertainment Supplier's Association (CESA) | Đoạt giải | [ 56 ] [ 57 ] |
| 2024 | Kyoto Digital Amusement Awards            | Giải thưởng của Thống đốc (Giải thưởng lớn) | Chính quyền tỉnh Kyoto                               | Đoạt giải | [ 58 ]        |
| 2024 | Dengeki Indie Game Awards                 | Trò chơi độc lập hay thứ 10                 | Tạp chí Dengeki                                      | Đoạt giải | [ 59 ]        |
| 2024 | Independent Games Festival lần thứ 27     | Nuovo Award                                 | Game Developers Conference (GDC)                     | Đề cử     | [ 60 ] [ 61 ] |
| 2024 | New Words and Buzzwords Awards lần thứ 41 | Giải thưởng lớn                             | Jiyu Kokuminsha                                      | Đề cử     | [ 62 ]        |
| 2024 | Internet Buzzword Award                   | Giải thưởng Từ khóa Internet của năm        | Công ty truyền thông trực tuyến Gadget Tsushin       | Đề cử     | [ 63 ]        |

## Sự ảnh hưởng

### Exit 8-like
Sau khi The Exit 8 ra mắt, hàng loạt trò chơi độc lập lấy cảm hứng từ ý tưởng của trò chơi đã xuất hiện trên mạng. Những tựa game này được báo chí và chính nhà phát triển gọi chung là "Exit 8-like". Các trò chơi thuộc nhóm này thường có lối chơi tương tự, thậm chí gần như y hệt The Exit 8 - nhưng được đặt trong bối cảnh khác, và thường cố gắng tái hiện không gian chuyển tiếp siêu thực (liminal space) như trung tâm thương mại, bệnh viện, hay hệ thống tàu điện ngầm. Một ví dụ tiêu biểu là trò chơi "0th Floor - The Cursed Elevator to Floor 0", lấy bối cảnh trong thang máy, nơi người chơi phải tìm dị thường ở từng tầng của một tòa nhà - mỗi tầng mang một bối cảnh khác nhau. Một số game “Exit 8-like” khác thì nghiêng về phong cách kinh dị mạnh hơn, thêm các yếu tố siêu nhiên như quái vật, ma quỷ,... Trong số đó, một tựa game đáng chú ý là "Track No. 9", một trò chơi phiêu lưu theo phong cách nghệ thuật pixel 2D, nơi người chơi phải tìm ra 34 dị thường tại sân ga tàu điện ngầm.
Trả lời về sự xuất hiện của nhiều "trò chơi sao chép" (copycats), Kotake Create cho biết anh không đồng tình với việc sử dụng hình thu nhỏ (thumbnail) hoặc tiêu đề trong các video gameplay của các tựa game “Exit 8-like” nếu chúng có thể gây hiểu lầm là có sự liên kết với The Exit 8. Giải thích thêm về lập trường của mình, Kotake thường nhận được tin nhắn từ người chơi về những trò chơi “ăn cắp ý tưởng” từ The Exit 8, nhưng Kotake không cảm thấy tức giận về điều này vì chính game của anh cũng chịu ảnh hưởng từ các trò chơi khác. Kotake khẳng định lý do anh không phản đối thể loại này là vì không thể ngừng người khác làm trò chơi với công thức tương tự, đồng thời nói rằng “ý tưởng không thể được bảo vệ bản quyền”. Anh cảm thấy vui khi công trình của mình đã mở đường cho một thể loại mới. Ngoài ra, anh cũng chia sẻ các liên kết tới một số game Exit 8-like mà anh đang mong đợi, đồng thời nhấn mạnh rằng “với tư cách là một nhà phát triển, tôi nghĩ việc tạo ra một trò chơi mới với một cách tiếp cận mới mẻ đối với những game đã có sẵn là hoàn toàn hợp lý, miễn là không có cùng bối cảnh hoặc hệ thống gameplay giống hệt”. Một trong những ví dụ đáng chú ý là The Exit 9, được phát hành trên PlayStation Store vào tháng 1 năm 2024. Do sự tương đồng mạnh mẽ với The Exit 8, trò chơi này đã khiến người hâm mộ của The Exit 8 đặt câu hỏi với Kotake về việc game có phải là sản phẩm sao chép không, nhưng anh đã phủ nhận mọi liên quan đến The Exit 9. Verity Townsend từ Automaton West đã suy đoán rằng các nhà phát triển của game sao chép này có thể đang tận dụng việc The Exit 8 chưa được phát hành trên các nền tảng console. Sau khi phiên bản PlayStation của The Exit 8 được phát hành, The Exit 9 đã được đổi tên thành Exit 9 Metro. Tuy nhiên, đến tháng 2 năm 2025, trang cửa hàng của game này đã bị gỡ bỏ khỏi PlayStation Store. Trong một buổi phỏng vấn, Kotake cũng liệt kê các game Exit 8-like như False Dreams, Victor’s Test Night, và Dead End là những trò chơi đã để lại ấn tượng sâu sắc với anh.

### Sự phổ biến
The Exit 8 đã tạo ra một hiện tượng thú vị liên quan đến một NPC người qua đường, người mà người hâm mộ trên mạng đã phát cuồng và tạo ra các tác phẩm nghệ thuật như tác phẩm của người hâm mộ hoặc tái tạo nhân vật này trong các trò chơi khác như Phantasy Star Online 2 hay Soulcalibur VI. Nhân vật này được mô tả là một người đàn ông trung niên với mái tóc thưa và mặc đồng phục công sở, luôn cầm một cặp táp và chỉ đi bộ trong hành lang, thỉnh thoảng xuất hiện như một trong những dị thường trong game, nhưng không bao giờ thực sự tương tác với người chơi. Suy đoán về lý do tại sao một số người hâm mộ lại cảm thấy say mê nhân vật này đến vậy, tác giả bài viết, Hideaki Fujiwara, tin rằng do NPC là người duy nhất có vẻ “thực sự” duy nhất trong trò chơi,  giúp khi người chơi nhìn vào NPC sẽ cảm nhận được một “sự an toàn và quen thuộc”. Do yêu cầu của trò chơi là phải kiểm tra từng chi tiết để phát hiện dị thường, điều này khiến người chơi nhận ra những đặc điểm đặc biệt của người qua đường, chẳng hạn như vóc dáng có phần "ngủ gật". Fujiwara cũng cho rằng sự yêu thích này có thể đến từ hiệu ứng tiếp xúc đơn thuần (mere-exposure effect), tức là việc thấy nhân vật liên tục trong suốt quá trình chơi khiến người chơi dần cảm thấy yêu thích.
Khi được hỏi về nhân vật này, Kotake Create thừa nhận rằng chính anh cũng đã trở nên gắn bó với người đàn ông trong quá trình phát triển và rất thích đọc các bình luận của người chơi về nhân vật này trong các bài đánh giá, anh cũng chia sẻ rằng người qua đường này trở thành mô hình 3D lớn nhất trong game, với khoảng 140.000 polygons Nhân vật này tiếp tục xuất hiện trong phần tiếp theo của trò chơi, Platform 8. Để kỷ niệm việc The Exit 8 đạt 1 triệu lượt tải, một dòng hàng hóa mang hình ảnh nhân vật người qua đường đã được bán tại các cửa hàng Ikebukuro Parco từ 23 tháng 8 đến 30 tháng 9 năm 2024.
Vào giữa tháng 4 năm 2024, công ty dược phẩm Nhật Bản Earth Corporation [ja] (アース製薬)   đã tung ra một quảng cáo trên web và nhại lại trò chơi để quảng cáo cho sản phẩm nước súc miệng của họ, Mondamin Tuy nhiên, do một sai sót trên tài khoản Twitter của công ty, Kotake Create đã phải lên tiếng đính chính, cho biết quảng cáo này không phải là kết quả của sự hợp tác chính thức mà chỉ là một sự cho phép nhại lại trò chơi. Đến cuối tháng 3 năm 2025, nội dung từ The Exit 8 đã xuất hiện trong một bản cập nhật cho trò chơi Maid Cafe on Electric Street, như một phần của sự hợp tác giữa hai tựa game.

### Phim truyền hình
Một bộ phim live-action dựa trên trò chơi The Exit 8 đã được Toho công bố vào ngày 27 tháng 12 năm 2024 với Kawamura Genki, người nổi tiếng với vai trò biên kịch, nhà sản xuất và đạo diễn, là người chịu trách nhiệm chính về bộ phim này. Bộ phim cũng có sự tham gia của Kazunari Ninomiya và Kōchi Yamato trong vai “người đàn ông đi lạc” và “người đàn ông đi bộ” tương ứng. Bộ phim dự kiến sẽ ra mắt vào ngày 29 tháng 8 năm 2025.